# Wies (band)
Wies (ook geschreven als WIES) is een Nederlandse band, bestaande uit singer-songwriter Jeanne Rouwendaal, drummer Dan Huijser en bassist Teun van der Maarel. 
De teksten van Wies, die Nederlandstalig zijn, gaan meestal over zaken die een jongvolwassene bezighouden. De muziek is een combinatie van rock en (elektronische) pop. De band heeft zich laten inspireren door Spinvis, Ramses Shaffy en Maarten van Roozendaal. Zangeres Jeanne Rouwendaal heeft ook aangegeven zich beter te kunnen uitdrukken in haar moedertaal.

## Biografie
De band werd in september 2018 opgericht door zangeres Jeanne Rouwendaal, drummer Jasper Meurs en bassist Tobias Kolk voor een schoolopdracht aan het Conservatorium van Amsterdam. Het drietal bleek zó te klikken, dat ze ook na de schoolopdracht besloten als band verder te gaan. Al snel maakte Wies furore; op 1 december 2018 sleepte de band de Amsterdamse Popprijs in de wacht. Een halfjaar later kwam daar de Grote Prijs van Nederland bij.
Op 13 september 2019 verscheen de eerste single van de band getiteld Soms is het te laat. Twee maanden later werd de single uitgeroepen tot 3FM Megahit. Op 17 januari 2020 verscheen de opvolger Radiostilte, die tevens veel gedraaid werd door NPO 3FM. De derde single, Maar ik doe het toch, verscheen op 11 september 2020. Op 15 september maakte Wies in een Instagram-filmpje bekend dat Jasper Meurs de band verliet om zich te focussen op zijn nieuwe project Banji. Dan Huijser werd de nieuwe drummer van Wies.
Barman was de titel van de vierde single, die begin 2021 werd uitgebracht. Later dat jaar kwamen daar nog de singles Meisje, Gewoon je maat en Leugenaar bij. Het debuutalbum, genaamd Het is een Wies, verscheen in het najaar van 2021. Op dit album staan de voornoemde nummers, met nog drie andere liedjes. Om het album te promoten, deed Wies in het najaar van 2021 een uitverkochte clubtour.
Begin 2022 bracht Wies de single Bandje uit. In dit nummer werd stevige kritiek geuit op een uitspraak van Mark Rutte tijdens een coronapersconferentie rond diezelfde tijd. Later dat jaar, toen de coronamaatregelen werden losgelaten, speelde Wies op diverse festivals, waaronder Pinkpop, Best Kept Secret en Concert at Sea. In het najaar van 2022 volgde een clubtour en op 13 oktober kwam de single Ik zie ik zie uit. Een week later werd het nummer uitgeroepen tot 3FM Megahit. Op 27 oktober 2023 verscheen het album Alles Anders, met als hoofdsingle Sigaret. In het najaar van 2023 deed de band wederom een clubtour door Nederland en België, waarbij Wies onder andere in de grote zaal van Paradiso speelde.  
In 2024 won de band een 3FM Award voor Beste Indie Act. Op 23 september van dat jaar maakte Wies bekend dat bassist Tobias Kolk de band zou verlaten. Een dag later, op 24 september werd de nieuwe bassist voorgesteld: Teun van der Maarel. Een maand later, op 23 oktober, kondigde de band aan dat ze een samenwerking was aangegaan met platenlabel Labeltje Labeltje.

## Discografie

### Studioalbums
- Het is een Wies (2021)
- Alles Anders (2023)
- Alles Anders (Niets Hetzelfde Live) - 2024

### Singles
- Soms is het te laat (2019)
- Radiostilte (2020)
- Maar ik doe het toch (2020)
- Barman (2021)
- Meisje (2021)
- Gewoon je maat (2021)
- Leugenaar (2021)
- Bandje (2022)
- Ik zie ik zie (2022)
- Voor de gek (2023)
- Blijf weg (2023)
- Leugenaar II (2023)
- Sigaret (2023)
- Venus (ft. Noor) (2024)
- Drijfzand (2024)
- Ik Heb Tijd (2025)